# 新型FFM

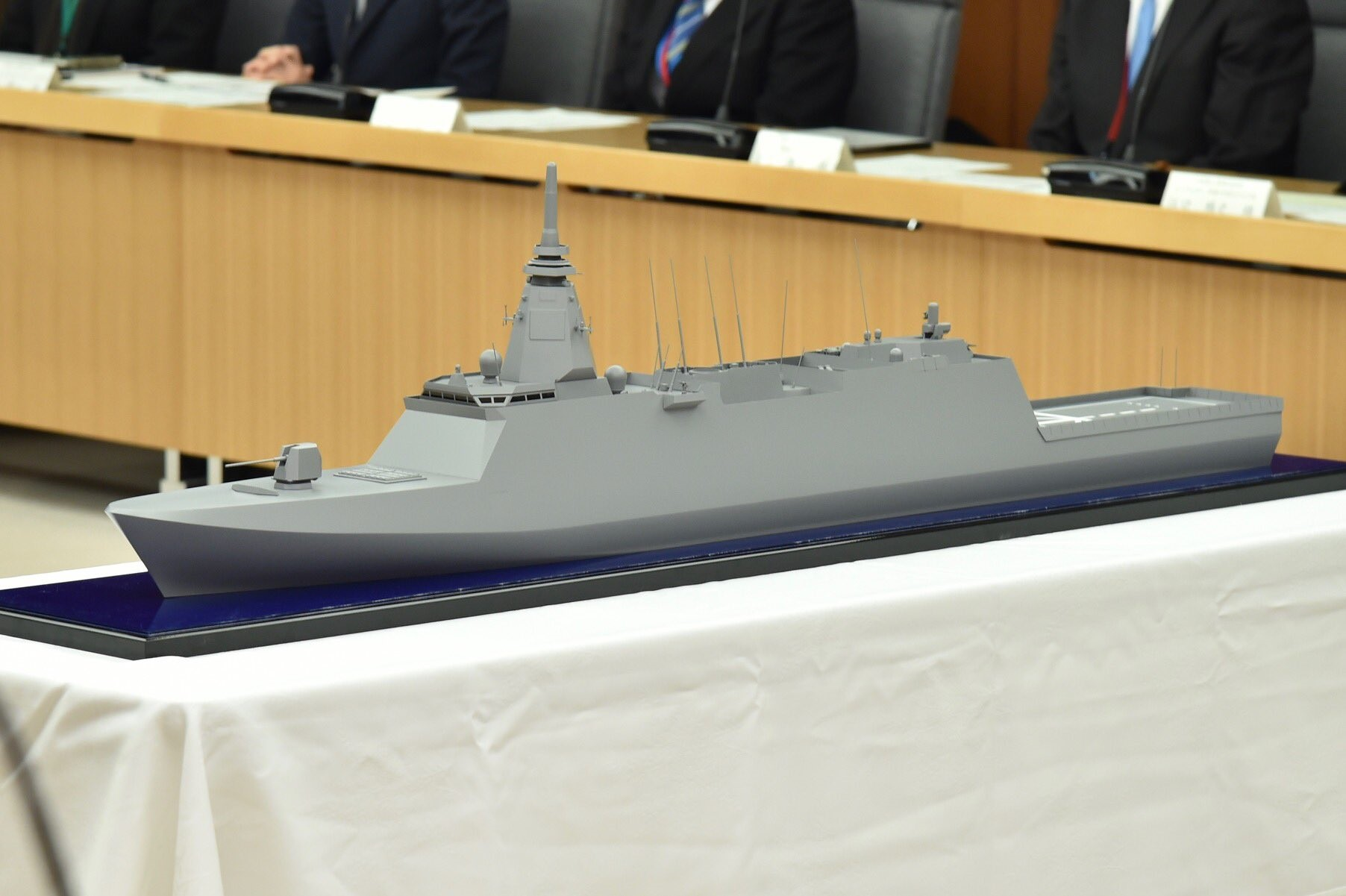
新型FFM的模型（2024年12月）

新型FFM （日语：しんがたFFM，英语：New FFM）是日本海上自卫队计划建造的护卫舰。原计划建造22艘最上级护卫舰，但只建造了12艘。因此計畫建造10艘新型FFM来作为补充，但后面又增加了新型FFM舰的数量，计划从 2024 财年起的五年内共采购12艘。此外，澳大利亚也将引进11艘该型军舰，首艘预计于2030年服役。

## 历史
原计划建造22艘最上级，后来决定只建造12艘。 为了填补空缺，决定建造10艘改进型的最上级。 这可视为完全功能版的“最上级”。 后来，计划建造的船只数量又追加了两艘，达到12艘。
2023年1月25日，公开招标参与“新型FFM 的规划和建议合同”的公司。同年3月31日公布最终结果，与日本海洋联合和三菱重工签订了规划和建议合同。 随后于6月15日收到了两家公司的规划提案，并于8月25日确定了该级舰的采购方，三菱重工作为主要承包商，日本海洋联合作为分包商。同年8月31日，决定从2024年的计划舰艇中总共建造12艘新型 FFM，下一财政年度预算要求为建造两艘舰艇提供1,747亿日元；第一艘和第二艘舰艇计划於2028年投入使用。
最上级正在以每年两艘的速度建造，但新型FFM将以更快的速度建造，从2024财年至2028财年的短短五年内将建造总共12艘舰艇。
防卫装备局和三菱重工于2023年11月7日至9日在澳大利亚悉尼举办的“印太2023”海洋防卫展上展出了新型水面作战舰“FFM-AAW”的模型，据称“FFM-AAW”是6FFM舰的衍生型号。

## 设计

### 船体
尽管新型FFM舰型名称让人联想到相对较小的护卫舰，但其标准排水量为4,880吨，而相比之下，村雨级驱逐舰的排水量为4,550吨，后者是一艘通用驱逐舰（船舰代号为DD，相当于其他国家的驱逐舰），规模预计将超过高波级驱逐舰的4650吨，接近秋月级驱逐舰的5050吨、朝日级驱逐舰的5100吨。
船体采用隐身设计，宽度和长度都比最上级大一号。 此外，前型最上级有一个突出的艉峭壁，而这一版本的“最上级”取消了这一设计。 此外，如图所示，舰桥结构也与最上型有很大不同。

### 动力系统
将使用一套 CODAG 系统，包括一台燃气涡轮发动机和两台柴油发动机。 最大航速预计超过 30 节。
计划采用配备一台燃气轮机和两台柴油机的柴燃联合动力方式作为动力系统。 最大航速预计超过 30节。
与最上级一样，推进装置采用的是传统的两轴螺旋桨。

## 武器装备
舰首甲板将配备一个 32 单元的MK.41垂直发射系统, 另外还配备一具11联装的SeaRAM近防空导弹作为其防空武器。主炮是一门62口径5英寸炮（单管127毫米炮）），也可用作防空武器。 与最上级一样，它也将配备简化的布雷系统。

## 出口

### 澳洲
另見：澳洲通用型護衛艦計畫
2023年11月7日至9日，日本防衛裝備廳與三菱重工在澳洲雪梨國際會展中心舉辦的「Indo Pacific 2023」海事防衛展中，展示了新型水面戰鬥艦「FFM-AAW」的模型。FFM-AAW被部分消息來源稱為新型FFM的衍生型。
2024年2月21日，澳洲國防部宣布將汰換現役的安扎克級護衛艦，並考慮包括日本最上級護衛艦（即新型FFM）、德國MEKO A-200型、西班牙ALFA3000型、以及韓國大邱級護衛艦（第二與第三批）等方案作為新艦候選。預計最終決定將於2025年作出。
同年5月7日，有媒體報導澳洲政府正考慮參與澳洲皇家海軍未來新型艦艇的共同開發招標作業，設想以日本FFM型驅逐艦為基礎進行聯合開發。雖然出口高性能護衛艦並不常見，但該計畫可能與其他國家的方案進行競爭，目前尚不確定是否會獲得訂單。
2024年11月8日，澳洲廣播公司（ABC）報導稱，澳洲已將共同開發的候選國縮小至日本（即FFM-AAW）與德國，預計未來10年內將投入110億澳元（約合1.12兆日圓）。
2025年8月5日，澳洲國防部長理查・馬爾斯（Richard Marles）宣布，最終確定選用日本的新型FFM作為皇家澳洲海軍新型護衛艦計畫的基礎。

## 同型艦

### 海上自衛隊
| 舷號   | 艦名                      | 建造船廠           | 開工       | 下水 | 服役          | 所屬 |
| ------ | ------------------------- | ------------------ | ---------- | ---- | ------------- | ---- |
| FFM-13 | 令和6年度計畫艦 （06FFM） | 三菱重工長崎造船廠 | 2025年予定 |      | 2028年3月予定 |      |
| FFM-14 | 令和6年度計畫艦 （06FFM） | 日本海洋聯合       | 2025年予定 |      | 2028年3月予定 |      |
| FFM-15 | 令和7年度計畫艦 （07FFM） |                    | 2026年予定 |      | 2029年3月予定 |      |
| FFM-16 | 令和7年度計畫艦 （07FFM） |                    | 2026年予定 |      | 2029年3月予定 |      |
| FFM-17 | 令和7年度計畫艦 （07FFM） |                    | 2026年予定 |      | 2029年3月予定 |      |

### 澳洲皇家海軍
| 舷號 | 艦名 | 建造               | 開工         | 下水 | 服役         | 所属 |
| ---- | ---- | ------------------ | ------------ | ---- | ------------ | ---- |
| 未定 | 未定 | 日本三菱重工業     | 2026年度予定 | 未定 | 2030年度予定 | 未定 |
| 未定 | 未定 | 日本三菱重工業     | 未定         | 未定 | 未定         | 未定 |
| 未定 | 未定 | 日本三菱重工業     | 未定         | 未定 | 2034年度予定 | 未定 |
| 未定 | 未定 | 澳洲奧斯塔爾造船廠 | 未定         | 未定 | 未定         | 未定 |
| 未定 | 未定 | 澳洲奧斯塔爾造船廠 | 未定         | 未定 | 未定         | 未定 |
| 未定 | 未定 | 澳洲奧斯塔爾造船廠 | 未定         | 未定 | 未定         | 未定 |
| 未定 | 未定 | 澳洲奧斯塔爾造船廠 | 未定         | 未定 | 未定         | 未定 |
| 未定 | 未定 | 澳洲奧斯塔爾造船廠 | 未定         | 未定 | 未定         | 未定 |
| 未定 | 未定 | 澳洲奧斯塔爾造船廠 | 未定         | 未定 | 未定         | 未定 |
| 未定 | 未定 | 澳洲奧斯塔爾造船廠 | 未定         | 未定 | 未定         | 未定 |
| 未定 | 未定 | 澳洲奧斯塔爾造船廠 | 未定         | 未定 | 未定         | 未定 |

## 比较
|          |            | 新型FFM                           | 最上級護衛艦                                | 054A型导弹护卫舰                 | 054B型导弹护卫舰               | 卡洛·伯伽米尼級巡防艦_(2011年)        | 戈爾什科夫海軍元帥級巡防艦            | 31型巡防艦                   |
| -------- | ---------- | --------------------------------- | ------------------------------------------- | -------------------------------- | ------------------------------ | ------------------------------------- | ------------------------------------- | ---------------------------- |
| 船体     | 満載排水量 | 6,200 吨                          | 5,500 吨                                    | 4,100 吨                         | 5,500 吨                       | 6,700 吨                              | 5,400 吨                              | 5,700 吨                     |
| 船体     | 全長       | 142.0 米                          | 133.0 米                                    | 134.1 米                         | 150.0 米                       | 142.0 米                              | 135.0 米                              | 138.7 米                     |
| 船体     | 全宽       | 17.4 米                           | 16.3 米                                     | 16.0 米                          | 16.8 米                        | 19.4 米                               | 16.0 米                               | 未公开                       |
| 动力     | 方式       | CODAG                             | CODAG                                       | CODAD                            | CODAD                          | CODLAG                                | CODAG                                 | CODAD                        |
| 动力     | 功率       | 未知                              | 70,000 匹马力                               | 27,800 匹马力                    | 39,050 匹马力                  | 43,500 匹马力                         | 55,000 匹马力                         | 未公开                       |
| 动力     | 速度       | 30 节                             | 30 节                                       | 27 节                            | 28 节                          | 27 节                                 | 29-30 节                              | 28 节                        |
| 武器装备 | 火炮       | 62倍徑5英寸（Mk 45 mod4）舰炮 × 1 | 62倍徑5英寸（Mk 45 mod4）舰炮 × 1           | 76毫米舰炮 × 1                   | 100毫米舰炮 × 1                | 64倍徑127毫米舰炮 × 1                 | A-192 130mm舰炮 × 1                   | 博福斯57毫米速射炮 × 1       |
| 武器装备 | 火炮       | 62倍徑5英寸（Mk 45 mod4）舰炮 × 1 | 62倍徑5英寸（Mk 45 mod4）舰炮 × 1           | 76毫米舰炮 × 1                   | 100毫米舰炮 × 1                | 奥托梅莱拉76毫米舰炮 × 1              | A-192 130mm舰炮 × 1                   | 博福斯70式40毫米口径机炮 × 1 |
| 武器装备 | 火炮       | 未知                              | 水面舰艇用机枪（遥控型） × 2                | 1130舰炮×2                       | 1130舰炮×1                     | 80倍徑25mm機炮×2                      | 匕首近迫武器系統×2                    | 7.62mm机关枪×8挺             |
| 武器装备 | 导弹       | Mk.41 VLS×32联装                  | Mk.41 VLS×16联装 （07型垂直发射鱼雷掷弹筒） | VLS×32联装 （HQ-16）             | VLS×32联装 （HQ-16FE）         | Sylver垂發×16联装 （阿斯特导弹15/30） | 3K96 VLS×32联装 （9M96E2-1/E、9M110） | VLS×32联装 （MK41）          |
| 武器装备 | 导弹       | SeaRAM 11联装×1                   | SeaRAM 11联装×1                             | VLS×32联装 （HQ-16）             | 24联装红旗-10                  | Sylver垂發×16联装 （阿斯特导弹15/30） | 3K96 VLS×32联装 （9M96E2-1/E、9M110） | VLS×32联装 （MK41）          |
| 武器装备 | 导弹       | 17式反舰导弹 4联装×2              | 17式反舰导弹 4联装×2                        | 鹰击83 4联装×2                   | 鹰击83 4联装×2                 | 奥托玛特（导弹） 4联装×4              | 3S14_UKSK×16联装 （P-800、3M-54）     | Mk.41 VLS （巡航导弹・SSM）  |
| 武器装备 | 水雷       | 324mm3联装魚雷管×2                | 324mm3联装魚雷管×2                          | 3200A型6管反潜火箭深弹发射装置×2 | 3联装7424型324毫米鱼雷发射器×2 | ―                                     | ―                                     | ―                            |
| 艦載機   | 艦載機     | SH-60K×1                          | SH-60K×1                                    | 直-9 / 卡-28×1                   | 直-20F×1                       | NFH90×1                               | 卡-27×1                               | AW159野貓直昇機 / AW101×1    |
| 同型艦数 | 同型艦数   | 23艘预订                          | 8艘/12艘预订 （3艘舾装中、1艘计划中）       | 40艘/50艘预订                    | 2艘/6艘预订                    | 11艘/9艘预订                          | 3艘 / 15艘预订 （5艘建造中）          | 10艘预订 （2艘建造中）       |

1. ↑  反潜型装备了通用型火炮，用一门76毫米火炮和两门62倍徑76毫米单管火炮取代了127毫米火炮。
2. ↑  后来装备到8号船。
3. ↑  通用型设备，Teseo 和 Milas 各两套反潜型设备
4. ↑  日后安装的设备
5. ↑  海上自衛隊共12艘預定中，澳洲皇家海軍共11艘預定中。
6. ↑  意大利海军共9艘/3艘預定中艘通用型和反潜型，埃及海军有2艘通用型，印尼海軍訂購6艘。

## 相关项目
- 最上级护卫舰
- 护卫舰